# Biserica Reformată Pretoria Rooiwal
Biserica Reformată Pretoria Rooiwal este o congregație a GKSA din Africa de Sud aflată la nord de Pretoria și la sud de Hammanskraal.

## Legături externe
- Site oficial Arhivat în 6 septembrie 2016, la Wayback Machine.